# Pełnomocnik Rządu Federalnego ds. Migracji, Uchodźców i Integracji
Pełnomocnik Rządu Federalnego ds. Migracji, Uchodźców i Integracji (niem. Die Beauftragte der Bundesregierung für Migration, Flüchtlinge und Integration) – urząd pełnomocniczy przy Urzędzie Kanclerza Federalnego w Niemczech, odpowiedzialny za wspieranie integracji społecznej, językowej, zawodowej oraz prawnej osób z doświadczeniem migracyjnym. Instytucja ta pełni funkcję łącznika między rządem federalnym a społeczeństwem migracyjnym, doradza w zakresie polityki migracyjnej i integracyjnej oraz podejmuje działania na rzecz przeciwdziałania dyskryminacji i wspierania równości szans.
Pełnomocnik wspiera m.in. wdrażanie polityki integracyjnej, koordynuje działania resortów i instytucji federalnych w obszarze migracji i uczestniczy w kształtowaniu ram prawnych dotyczących naturalizacji, uznawania kwalifikacji zawodowych, kursów integracyjnych oraz polityki równościowej. Urząd powołano w celu wzmocnienia integracyjnego potencjału Republiki Federalnej Niemiec jako kraju imigracyjnego, przy zapewnieniu przestrzegania konstytucyjnych zasad wolności, równości i godności człowieka.

## Zadania i kompetencje
Podstawowym celem pełnomocnika jest wspieranie uczestnictwa osób z historią migracyjną w życiu społecznym, edukacyjnym i zawodowym. W ramach realizacji tego celu nadzoruje on m.in. kursy integracyjne, które od 2005 roku służą nauce języka niemieckiego oraz poznaniu podstaw porządku prawnego i wartości demokratycznych Niemiec. Udział w kursach przysługuje osobom przebywającym w kraju na stałe, a dla wielu z nich – zwłaszcza po 1 stycznia 2005 – udział jest obowiązkowy. Kursy składają się z modułu językowego oraz orientacyjnego i są dostosowywane do wieku, poziomu edukacji oraz potrzeb życiowych uczestników. 

## Uznawanie kwalifikacji i dostęp do rynku pracy
Pełnomocnik aktywnie wspiera politykę uznawania zagranicznych kwalifikacji zawodowych. Dzięki programom takim jak Pro Recognition oraz działaniom sieci IQ, osoby z krajów trzecich mogą już w krajach pochodzenia rozpocząć procedurę uznawania kompetencji zawodowych niezbędnych do pracy w Niemczech. Szczególny nacisk kładzie się na tzw. reglementowane zawody, gdzie uznanie kwalifikacji jest obowiązkowe (np. zawody medyczne, nauczycielskie, policyjne).
Wraz z wejściem w życie ustawy o imigracji wykwalifikowanych pracowników 1 marca 2020 r., utworzono nowy, legalny kanał migracyjny do Niemiec dla specjalistów z państw trzecich, umożliwiający zarówno zatrudnienie, jak i poszukiwanie pracy oraz uczestnictwo w działaniach kwalifikacyjnych w celu uzupełnienia brakujących kompetencji.

## Naturalizacja i nowe prawo o obywatelstwie
Pełnomocnik odegrał kluczową rolę w reformie prawa o obywatelstwie, która weszła w życie 27 czerwca 2024 roku. Nowe przepisy umożliwiają uzyskanie obywatelstwa niemieckiego już po pięciu latach legalnego pobytu (lub trzech w przypadku szczególnych osiągnięć integracyjnych), zezwalają na wielonarodowość oraz ułatwiają naturalizację byłym pracownikom kontraktowym i gastarbeiterom. Wymagane są m.in. znajomość języka niemieckiego (min. B1), samodzielne zabezpieczenie bytu oraz uznanie zasad demokratycznych i odpowiedzialności historycznej Niemiec.

## Przeciwdziałanie dyskryminacji i promocja różnorodności
W zakresie przeciwdziałania dyskryminacji urząd pełnomocnika współpracuje z Antydyskryminacyjną Agencją Federalną (ADS) i ma ustawowy obowiązek reagowania na przypadki niesłusznego nierównego traktowania osób cudzoziemskiego pochodzenia. Może on zwracać się o stanowiska do instytucji federalnych, wspierać poszkodowanych informacyjnie i pośredniczyć w kontaktach z organizacjami doradczymi.
Pełnomocnik wspiera ponadto różnorodność i równość szans w federalnej administracji publicznej. Na podstawie wyników ogólnokrajowego badania „Diversität und Chancengleichheit“ rozwijane są strategie zwiększające udział osób z historią migracyjną w służbie publicznej, m.in. poprzez kampanie informacyjne i nową strategię różnorodności.

## Azyl, prawo pobytowe i rodzina
Pełnomocnik odgrywa również rolę informacyjną i doradczą w zakresie postępowań azylowych, możliwości legalizacji pobytu (w tym „szansowego prawa pobytowego”) oraz prawa do łączenia rodzin, zwłaszcza w odniesieniu do osób objętych ochroną międzynarodową lub posiadających status tolerowany (Duldung). Wspiera on również integrację młodych osób tolerowanych oraz ich przechodzenie do stałego pobytu.

## Lista pełnomocników
- 1978–1980: Heinz Kühn (SPD)
- 1981–1991: Liselotte Funcke(inne języki) (FDP)
- 1991–1998: Cornelia Schmalz-Jacobsen (FDP)
- 1998–2005: Marieluise Beck(inne języki) (Sojusz 90/Zieloni)
- 2005–2013: Maria Böhmer (CDU)
- 2013–2018: Aydan Özoğuz (SPD)
- 2018–2021: Annette Widmann-Mauz (CDU)
- 2021–2025: Reem Alabali-Radovan (SPD)
- od 2025: Natalie Pawlik(inne języki) (SPD)